# Son of Sam
Son of Sam è un brano di Elliott Smith. La canzone è il secondo singolo estratto dal quinto album del cantautore, Figure 8 del 2000

## Tracce

### Versione 7"
1. Son of Sam - 5:15
2. A Living Will - 3:04

### Versione CD
1. Son of Sam - 5:15
2. A Living Will - 3:04
3. Figure 8 (Bob Dorough) - 1:31